# Pseudodontodynerus karaikkalensis
Pseudodontodynerus karaikkalensis är en stekelart som först beskrevs av Giordani Soika 1981.  Pseudodontodynerus karaikkalensis ingår i släktet Pseudodontodynerus och familjen Eumenidae. Inga underarter finns listade i Catalogue of Life.